# Romanesco (zelenina)
Romanesco (česky římský květák, kvěkolice nebo brokoták) je jedlá rostlina druhu brukev zelná (Brassica oleracea), která je variantní formou květáku, jemuž se, stejně jako brokolici, podobá. Je to zelenina bohatá na vitamin C, vitamin B9 neboli kyselinu listovou, vlákninu a karoten.

## Historie
Romanesko bylo poprvé popsáno v Itálii v 16. století jako broccolo romanesco.

## Příprava
Romanesko je poněkud pevnější než květák i brokolice, takže se hodí nejen jako příloha, ale i do nákypů a k zapékání. Jinak je lze připravovat stejně jako brokolici. Existuje však i celá řada dalších možností.

## Matematická zajímavost

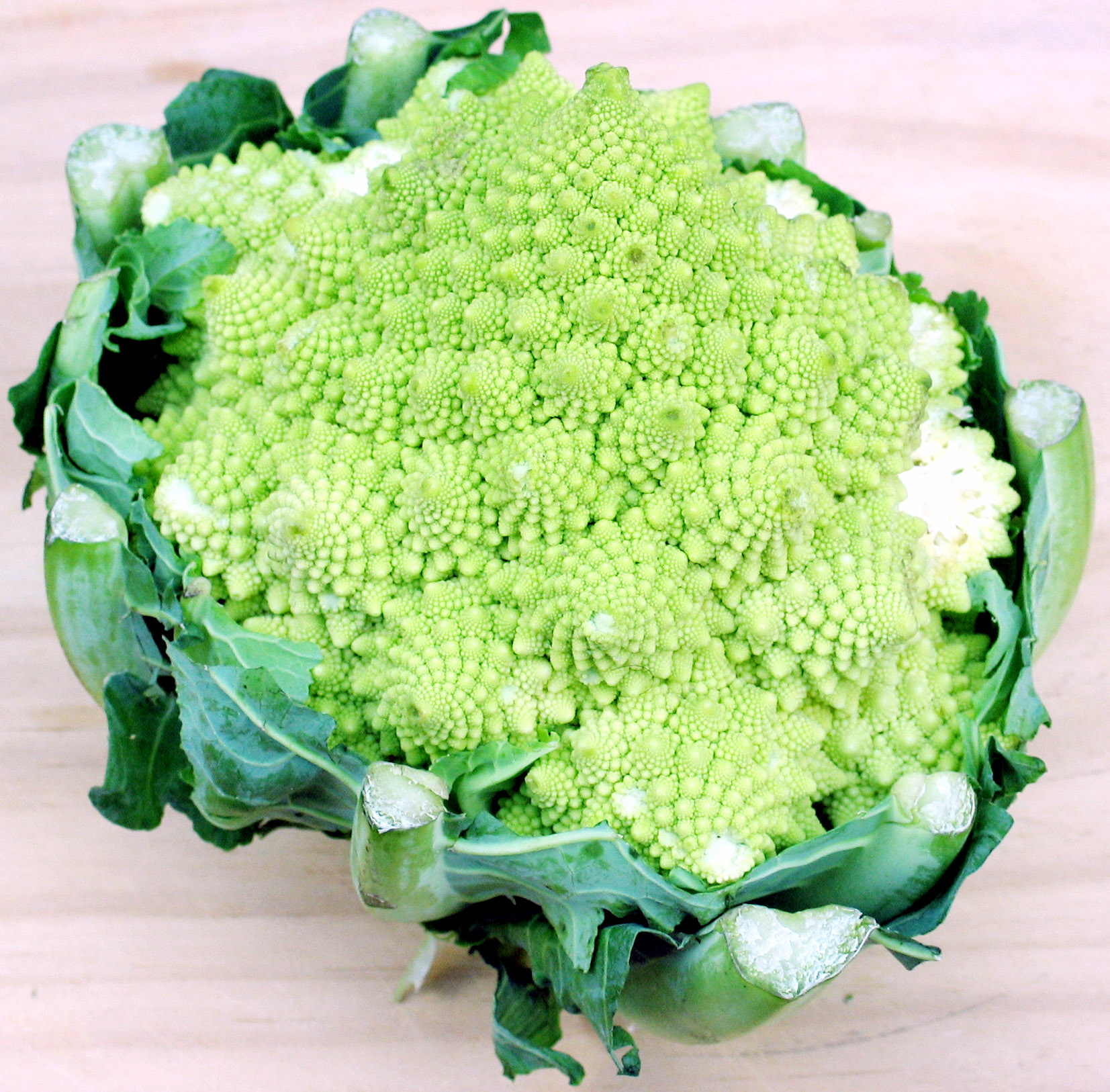

Tato zelenina se podobá květáku, ale jeho světlezelená barva a květenství má přibližný charakter přírodního fraktálu s rozvětveným meristémem, který tvoří logaritmickou spirálu podle zlatého řezu.